# Нефёдов, Александр Иванович
Александр Иванович Нефёдов (31 июля 1931, Москва) — советский футболист, игравший на позиции полузащитника. Сыграл 1 матч в высшей лиге СССР.

## Биография
В 1954 году выступал за московский «Химик», в его составе занял третье место в зональном турнире класса «Б» и стал четвертьфиналистом Кубка СССР, участвовал в матче 1/4 финала, в котором «Химик» уступил ленинградскому «Зениту». На следующий год играл за ивановское «Красное Знамя» и забил 8 мячей в 29 матчах.
В 1956 году выступал за московское «Торпедо». Единственный матч в высшей лиге сыграл 16 июля 1956 года против тбилисского «Динамо». За дублирующий состав «Торпедо» провёл 20 матчей и забил 8 голов. В том же сезоне выступал за автозаводцев Горького.
В 1957—1958 годах играл в первой лиге за днепропетровский «Металлург», принял участие в 60 матчах и забил 6 голов. В последние годы своей карьеры играл за «Трудовые Резервы» из Курска и владивостокский «Луч». Завершил карьеру в возрасте 30 лет.